# Dhooswan Sayami
Dhooswan Sayami (Nepal Bhasa:धुंस्वां सायमी) fue un afamado escritor nepalí en nepal bhasa, idioma hindi e idioma nepalí.
Era el primogénito de una familia acomodada y ha trabajado también como diplomático. Es padre de otro famoso escritor, el doctor Arun Sayami.

## Obra
- Misā
- Matina
- Gaṃkī